# Yoshiki Kuramoto
Yoshiki Kuramoto (en japonais 蔵本 由紀), né en 1940, est un physicien japonais du groupe non linéaire à l'université de Kyoto auteur du modèle de Kuramoto et co-auteur de l'équation de Kuramoto–Sivashinsky.